# Rinata Sultanova
Rinata Sultanova, née Akhmetcha le 17 mars 1998, est une coureuse cycliste kazakhstanaise. Elle court sur route et sur piste.

## Biographie

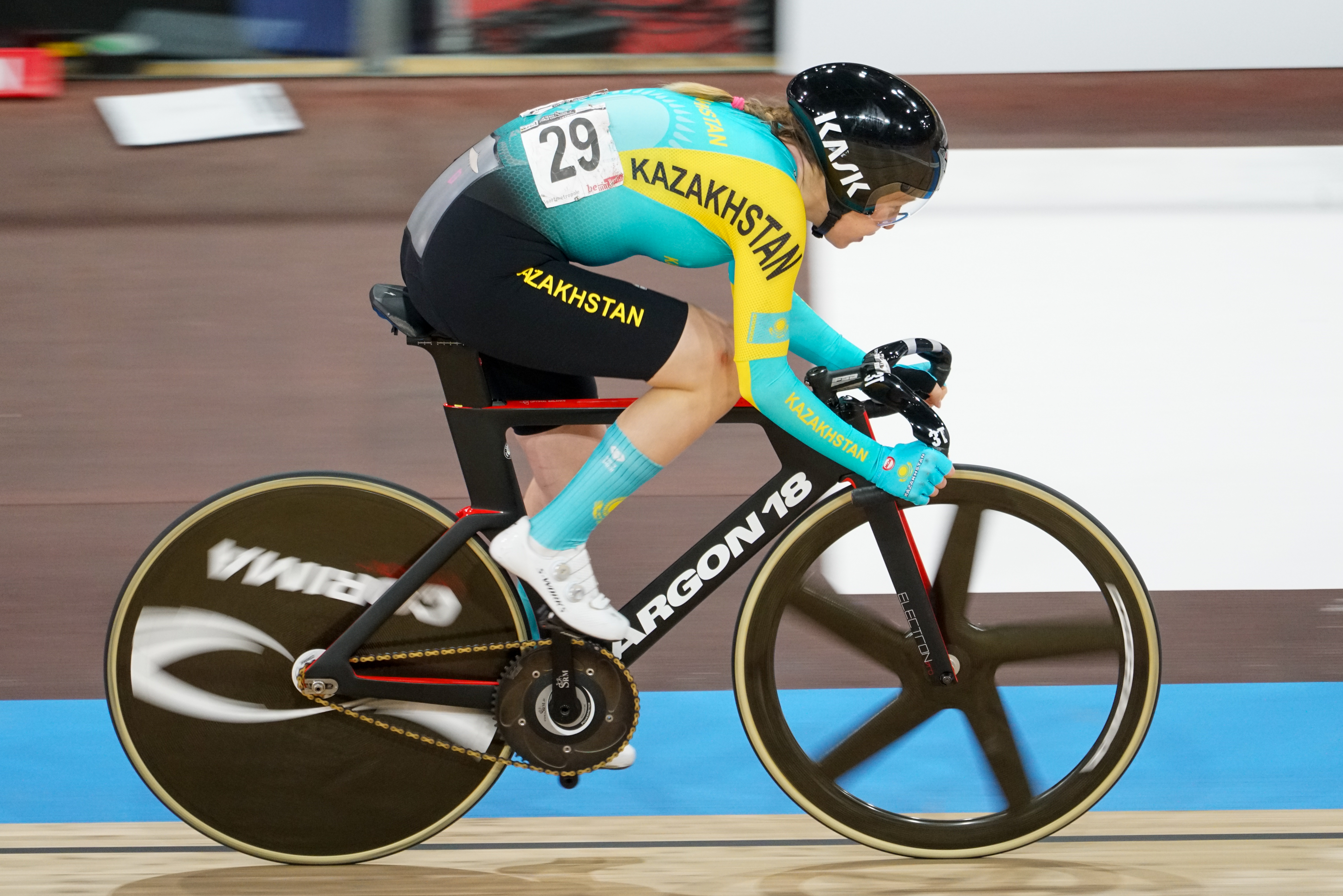
Sultanova lors des mondiaux sur piste de 2020.

En 2016, Rinata Akhmetcha devient sur route championne du Kazakhstan du contre-la-montre juniors (moins de 19 ans). En 2017, elle décroche un contrat avec l'équipe UCI Astana et remporté le bronze au championnat d'Asie sur route espoirs (moins de 23 ans). En 2019, elle prend le nom de Sultanova et devient double championne du Kazakhstan sur piste sur l'omnium et la poursuite. En décembre de la même année, elle participe  la manche de Coupe du monde sur piste à Brisbane, où elle fait une grave chute lors de l'omnium. En 2020, elle est médaillée d'argent du scratch aux championnats d'Asie. La même année, elle participe aux championnats du monde sur piste à Berlin, terminant 20e de l'omnium et 18e du scratch.
En 2021, elle est  quintuple championne du Kazakhstan sur piste. En juin de la même année, elle devient championne du Kazakhstan du contre-la-montre et se classe troisième de la course en ligne. En 2022, elle remporte les  championnats nationaux sur route. Aux championnats d'Asie sur route, elle décroche le titre sur le contre-la-montre individuel et l'argent sur le contre-la-montre par équipes, tandis que lors des championnats d'Asie sur piste, elle est médaillée d'argent de la poursuite par équipes et de bronze de l'omnium. L'année suivante, elle obtient plusieurs médailles aux championnats d'Asie et aux Jeux asiatiques.
Lors de l'été 2024, elle décroche les deux titres nationaux sur route.

## Palmarès sur route

### Par années
- 2019
  -  Championne du Kazakhstan du contre-la-montre juniors
- 2017
  -  Médaillée de bronze du championnat d'Asie sur route espoirs
- 2019
  - 3e du championnat du Kazakhstan du contre-la-montre
- 2021
  -  Championne du Kazakhstan du contre-la-montre
  - 3e du championnat du Kazakhstan sur route
- 2022
  -  Championne d'Asie du contre-la-montre
  -  Championne du Kazakhstan sur route
  -  Médaillée d'argent du championnat d'Asie du contre-la-montre par équipes
- 2023
  -  Championne d'Asie du contre-la-montre par équipes mixte
  - 2e du championnat du Kazakhstan sur route
  -  Médaillée de bronze du contre-la-montre aux Jeux asiatiques
  -  Médaillée de bronze du championnat d'Asie du contre-la-montre
- 2024
  -  Championne d'Asie du contre-la-montre par équipes mixte
  -  Championne du Kazakhstan sur route
  -  Championne du Kazakhstan du contre-la-montre
  -  Médaillée de bronze du championnat d'Asie du contre-la-montre[2]
- 2025
  -  Championne d'Asie du contre-la-montre par équipes mixtes

### Classements mondiaux
| Année                                 | 2017 | 2018 | 2019 | 2020 | 2021 | 2022 | 2023 | 2024 |
| ------------------------------------- | ---- | ---- | ---- | ---- | ---- | ---- | ---- | ---- |
| Classement UCI                        | 503e | 596e | 561e | nc   | 401e | 182e | 186e | 183e |
|                                       |      |      |      |      |      |      |      |      |
| Légende : nc = non classéSource : UCI |      |      |      |      |      |      |      |      |

## Palmarès sur piste

### Championnats d'Asie
- Jincheon 2020
  -  Médaillée d'argent du scratch
- New Delhi 2022
  -  Médaillée d'argent de la poursuite par équipes
  -  Médaillée de bronze de l'omnium
- New Delhi 2024
  -  Médaillée de bronze de la poursuite

### Jeux de la solidarité islamique
- Konya 2021
  -  Médaillée d'or de la poursuite
  -  Médaillée d'or du scratch

### Championnats nationaux
- 2019
  -  Championne du Kazakhstan de poursuite
  -  Championne du Kazakhstan d'omnium
- 2021
  -  Championne du Kazakhstan de poursuite
  -  Championne du Kazakhstan de course aux points
  -  Championne du Kazakhstan de course à l'américaine
  -  Championne du Kazakhstan du scratch
  -  Championne du Kazakhstan d'omnium
- 2024
  -  Championne du Kazakhstan de poursuite
  -  Championne du Kazakhstan de course aux points